# Aerauto PL.5C
Aerauto PL.5C var en italiensk flygbil.
Flygbilen utvecklades i början av 1950-talet av Luigi Pellarini. I motsats till liknande projekt vid den här tiden valde Pellarini att förse sin flygbil med en skjutande propeller. Flygplansdelen var av en högvingad monoplanstyp som monterades fast på bilens tak. I bakre delen av bilen monterades en Continental C85-motor som drev propellern under flygning, på marken låstes propellern och kraften från Continentalmotorn drev via en växel bilens hjul. Flygbilen kunde transportera två personer. Prototypexemplaren tillverkades av Carrozzeria Colli i Milano. Under 1953 lades hela projektet ner.